# Gitte Seeberg
Gitte Seeberg, född 25 juni 1960, är en tidigare dansk EU-parlamentariker för Konservativa Folkpartiet.
Seeberg satt i Folketinget från 21 september 1994 tills hon kom in i EU-parlamentet, från början för Köpenhamns valkrets, men sedan 1998 för Roskildes valkrets. År 2007 var hon med och bildade Ny Alliance på grund av missnöje med regeringens samarbete med Dansk Folkeparti. Hon blev då åter invald i Folketinget, men lämnade både detta och sitt nya parti året därpå.
Hon har tagit kandidatexamen i juridik vid Köpenhamns universitet.